# 決心 (織田裕二の曲)
「決心」（けっしん）は、織田裕二の8枚目のシングル。

## 収録曲
作詞：真名杏樹／作曲：山梨鐐平
1. 決心
  - 編曲：是永巧一
  - 参天製薬「サンテFX」CMソング
  - フジテレビ系ドラマ「素晴らしきかな人生」挿入歌
2. 030
  - 編曲：中村修司
3. 決心（オリジナル・カラオケ）